# 印遇龙
印遇龙（1956年1月—），湖南常德桃源县人，中国动物营养学家。现任中国科学院亚热带农业生态研究所畜牧健康养殖中心主任、中国工程院院士。印遇龙长期从事“猪氨基酸营养代谢与调控” 研究。

## 經歷
- 1978年，毕业于湖南师大生物系。毕业后，分配到中科院亚热带农业生态研究所工作。1979年至1980年，在华中农业大学学习动物营养。
- 1985年至1987年，在德国国家农科院动物营养所学习工作。1986年至1987年获德国马普学会研究奖学金。1989年5月20日，加入九三学社。1991年获中国科学院青年科学家奖。1992年获国务院政府特殊津贴。1994年11月，先后到英国、德国、加拿大和美国等学习访问。1997年9月，获英国贝尔法斯特女皇大学哲学博士。1999年应中科院百人计划回到中国。
- 2013年12月19日，印遇龙当选为中国工程院院士[1]。
- 2015年4月14日，受聘成为湖南师范大学特聘教授暨生命科学学院院长。[2]